# Puchenau
Puchenau település Ausztriában, Felső-Ausztria tartományban, az Urfahrkörnyéki járásban. Tengerszint feletti magassága 265 méter, területe 8,19 km².

## Elhelyezkedése
Puchenau Gramastetten, Linz, Leonding, Wilhering és Ottensheim településekkel határos.

## Népesség
| 2016 | 4 426 |
| 2018 | 4 445 |